# مایکل سربینیس
مایکل سربینیس (انگلیسی: Michael Serbinis; ۲۸ اکتبر ۱۹۷۳ – ) کارآفرین، مدیر اجرایی و اهالی کسب‌وکار اهل کانادا است، که در سال ۲۰۰۹ شرکت راکوتن کوبو را تأسیس کرد.